# Ernest Vessiot

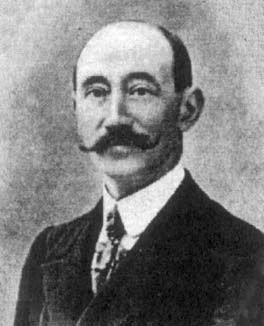
Ernest Vessiot

Ernest Vessiot (ur. 1865, zm. 1952) – francuski matematyk, profesor Uniwersytetu Paryskiego i dyrektor École Normale Supérieure w Paryżu. Zajmował się między innymi równaniami różniczkowymi zwyczajnymi. Od jego nazwiska wzięła nazwę teoria Picarda–Vessiota. Promotorem jego rozprawy doktorskiej był Charles-Émile Picard.